# Ігл (Аляска)
Ігл (англ. Eagle) — місто (англ. city) в США, в окрузі Саутіст-Фейрбенкс штату Аляска. Населення — 83 особи (2020).

## Географія
Ігл розташований за координатами 64°46′48″ пн. ш. 141°11′36″ зх. д. / 64.78000° пн. ш. 141.19333° зх. д. (64.780117, -141.193319).  За даними Бюро перепису населення США в 2010 році місто мало площу 2,59 км², уся площа — суходіл. В 2017 році площа становила 2,30 км², уся площа — суходіл.

### Клімат
Місто знаходиться у зоні, котра характеризується континентальним субарктичним кліматом.
| Клімат Ігла             | Клімат Ігла | Клімат Ігла | Клімат Ігла | Клімат Ігла | Клімат Ігла | Клімат Ігла | Клімат Ігла | Клімат Ігла | Клімат Ігла | Клімат Ігла | Клімат Ігла | Клімат Ігла | Клімат Ігла |
| Показник                | Січ.        | Лют.        | Бер.        | Квіт.       | Трав.       | Черв.       | Лип.        | Серп.       | Вер.        | Жовт.       | Лист.       | Груд.       | Рік         |
| Абсолютний максимум, °C | 10          | 10,6        | 23,3        | 30,6        | 36,1        | 33,9        | 33,9        | 26,7        | 20,6        | 10,6        | 8,3         | 6,1         | 36,1        |
| Середній максимум, °C   | −19,8       | −14,8       | 0           | 5,7         | 15,1        | 21,6        | 22,7        | 19,3        | 12,1        | 0,1         | −11,3       | −17,2       | 2,3         |
| Середня температура, °C | −24,7       | −20,9       | −10         | −2,1        | 7,5         | 14,1        | 15,6        | 12,2        | 5,7         | −4,7        | −15,9       | −21,8       | −4,1        |
| Середній мінімум, °C    | −29,6       | −27,2       | −20         | −9,8        | −0,1        | 6,6         | 8,4         | 5,1         | −0,7        | −9,4        | −20,4       | −26,6       | −10,5       |
| Абсолютний мінімум, °C  | −57,2       | −55         | −34,4       | −17,2       | −5          | −2,2        | −7,8        | −21,7       | −38,3       | −47,8       | −56,1       | −57,2       | −57,2       |
| Норма опадів, мм        | 14          | 11          | 9           | 8           | 25          | 43          | 57          | 50          | 32          | 24          | 18          | 18          | 308         |
| Днів з опадами          | 6           | 5           | 4           | 3           | 7           | 10          | 13          | 12          | 9           | 8           | 7           | 7           | 91          |
| ----------------------- | ----------- | ----------- | ----------- | ----------- | ----------- | ----------- | ----------- | ----------- | ----------- | ----------- | ----------- | ----------- | ----------- |
| Джерело: Weatherbase    |             |             |             |             |             |             |             |             |             |             |             |             |             |

## Демографія
Згідно з переписом 2010 року, у місті мешкало 86 осіб у 41 домогосподарстві у складі 25 родин. Густота населення становила 33 особи/км².  Було 150 помешкань (58/км²).
Расовий склад населення:
| - 90,7 % — білих - 8,1 % — корінних американців |

До двох чи більше рас належало 1,2 %. Частка іспаномовних становила 0,0 % від усіх жителів.
За віковим діапазоном населення розподілялося таким чином: 18,6 % — особи молодші 18 років, 61,6 % — особи у віці 18—64 років, 19,8 % — особи у віці 65 років та старші. Медіана віку мешканця становила 55,5 року. На 100 осіб жіночої статі у місті припадало 109,8 чоловіків;  на 100 жінок у віці від 18 років та старших — 118,8 чоловіків також старших 18 років.
Середній дохід на одне домашнє господарство  становив 41 609 доларів США (медіана — 33 125), а середній дохід на одну сім'ю — 47 273 долари (медіана — 43 333). За межею бідності перебувало 25,8 % осіб, у тому числі 30,8 % дітей у віці до 18 років та 0,0 % осіб у віці 65 років та старших.
Цивільне працевлаштоване населення становило 42 особи. Основні галузі зайнятості: роздрібна торгівля — 23,8 %, освіта, охорона здоров'я та соціальна допомога — 21,4 %, публічна адміністрація — 14,3 %, будівництво — 11,9 %.